# 陳頌紅
陳頌紅（Lachry Chan Chung Hung），筆名寧靜。香港粵語流行歌曲創作人、小說及專欄作家。曾創作多首由羅嘉良主唱的電視劇主題曲而知名。

## 簡介
陳頌紅四歲開始学鋼琴，十四歲考获八级资格，十六歲開始教琴，於香島中學（幼稚園低班至中六預科）以及美國加州州立大學音樂系畢業，讀的是音樂教育，往後專攻作曲。曾任樂壇組合「幕後玩家」主音，解散後轉行做記者及樂評人，為中港台歌手作曲、填詞及唱片監製，另撰寫多部由香港電台製作廣播劇。其丈夫是資深編輯、電台主持及專欄作家游清源。

## 經歷
陳頌紅初時任職記者，一次采訪遇上鄭丹瑞說：「你横看豈看都不像一个周刊記者」，聊天後得知道陳頌紅原来是念音乐的，便認為學非所用太浪费，輾轉介紹到唱片公司的负责人。起初以為鄭丹瑞只是随口說說，誰知道第二天一早鄭丹瑞就打電話给陳頌紅，帶同其的作品上唱片公司，就是这样，造就了第一首流行曲，陳頌紅走上了音樂之路。
當时陳頌紅還是什麼也不懂的新人，寫詞是自学，完全不知道有什麼技巧。劉德華便很耐心地把他從其他資深填詞人身上學到的都授教，「这種音，不能配这種字」、「一个有意思的字眼不能被呼吸位分隔开」等等。長期在這種一對一的教導下，學到很多以前從不留意的作词窍門。若没有與劉德華合作的機會，就不會成就了她。
之後帮過陳頌紅的人很多：陳光榮、韋启良、劉以達，後期TVB的梁家樹、羅嘉良。還有很多錄音師、混音師等等...音樂人他们知道她是念古典音樂出身，不熟悉錄音室的運作，所以他们都不厭其烦地教導陳頌紅錄音室的知識和技術。因為這样，不但能一圆作曲寫詞的梦想，更有機會當上唱片監制。
羅嘉良更是陳頌紅的好搭檔。自從寫了一曲《誰更重要》（《難兄難弟》片尾曲）之後，就一直對她投下最信任的一票。羅嘉良更向唱片公司推荐她为羅嘉良本人監制整张《天地豪情》唱片。要知道，當时的羅嘉良在電視上红極一時，他要找更富經驗、更具名氣的音乐監制，一點也不難。他偏偏就把機會造就给陳頌紅。那張唱片，銷量達到七萬五千張，IFPI颁给陳頌紅的白金唱片，陳頌紅親述至今仍放在書桌旁。所以跟羅嘉良說過，只要羅嘉良开口，忙到不眠不休都会帮忙。就像这一次《富贵门》主題曲。
由於音樂事業停滞不前，加上陳頌紅已经專注在写作上，早就把家中所有音樂器材拆掉，只留下两部琴。因為没有器材，之前也曾经推掉幾次作曲的工作。
不過羅嘉良一個電話，二話不說就答應了，还老遠跑到一位音樂朋友的錄音室，好替他写歌。
在陳頌紅的音樂路上，遇到很多好人、熱心人。因為他們，她才可以擁有一群留意陳頌紅音樂作品的知音。

## 獎項
- IFPI的白金唱片《天地豪情》

## 作品
| 合作歌手                                    | 專輯                    | TVB電視劇  | 歌曲                             | 作曲    | 作詞    | 監制    |
| ------------------------------------------- | ----------------------- | ---------- | -------------------------------- | ------- | ------- | ------- |
| 劉德華                                      |                         |            | 情缘等足一辈子                   |         |         |         |
| 王馨平                                      |                         |            | 瀟洒女人                         |         |         |         |
| 李婉華                                      |                         |            | 同居關係                         |         |         |         |
| 草蜢                                        |                         |            | 靜待破曉                         |         |         |         |
| 曾路得                                      |                         |            | 給最愛女兒的說話（獨白：鄭丹瑞） |         |         |         |
| 吳君如                                      |                         |            | 求可再度跟你一起                 |         |         |         |
| 杜雯惠                                      |                         |            | 我的心似火                       |         |         |         |
|                                             |                         |            | 扭腰舞                           |         |         |         |
|                                             |                         |            | 雙眼紅                           |         |         |         |
|                                             |                         |            | 芳心暗許                         |         |         |         |
| 羅嘉良、林家棟、宣萱、張可頤、林曉          |                         |            | 時來運到                         |         |         |         |
| 羅嘉良、林家棟、宣萱、張可頤、林曉          |                         |            | 扮架勢                           |         |         |         |
| 沈殿霞、歐陽震華、關詠荷 秦沛、宣萱、張可頤 | 美味天王 電視劇原聲大碟 | 美味天王   | Mamma Mia                        |         |         |         |
| 宣萱                                        | 美味天王 電視劇原聲大碟 |            | 迷魂陣                           |         |         |         |
| 林曉峰、鄧一君                              | 美味天王 電視劇原聲大碟 |            | 咩歌                             |         |         |         |
| 羅嘉良、吳振宇、宣萱、張可頤                | 難兄難弟 電視劇原聲大碟 | 難兄難弟   | 難兄難弟                         |         |         |         |
| 羅嘉良、吳振宇、宣萱、張可頤                | 難兄難弟 電視劇原聲大碟 |            | 蝶兒雙雙                         |         |         |         |
| 羅嘉良                                      |                         |            | 誰更重要                         |         |         | 羅堅&   |
|                                             |                         | 美味天王   | 彼此的世界早已拉近               |         |         | 郭熾賢& |
|                                             | 天地豪情                | 天地豪情   | 仍然在痛（主題曲）               |         |         |         |
|                                             |                         |            | 說天說地說空虛（主題曲）         |         |         |         |
|                                             |                         |            | 好夢難圓（插曲）                 |         |         |         |
|                                             |                         |            | 等不到                           |         |         |         |
|                                             |                         |            | 其實我明白妳暗示                 |         |         |         |
|                                             |                         |            | 星空倒轉七十年                   |         |         |         |
|                                             |                         |            | 四個婚禮一個葬禮                 |         |         |         |
|                                             |                         |            | 真說話                           | 陳奕迅& |         |         |
|                                             | 對你我永不放棄          | 先生貴性   | 對你我永不放棄（主題曲）         |         |         |         |
|                                             |                         |            | 未來沒法計算（插曲）             |         |         |         |
|                                             |                         |            | 我會為你高興                     |         |         |         |
|                                             |                         |            | 著迷                             |         |         |         |
|                                             | 歲月流聲新曲+精選       | 流金歲月   | 歲月的童話（主題曲）             |         |         |         |
|                                             |                         |            | 當愛情走到盡頭（插曲）           |         |         |         |
|                                             |                         |            | 陽光燦爛的日子（插曲）           |         |         |         |
|                                             |                         | 衛斯理     | 未來的守望者（主題曲）           |         |         |         |
|                                             |                         |            | 如果世界有了你（插曲）           |         |         |         |
|                                             |                         | 與諜同謀   | 獨來獨往（主題曲）               |         |         |         |
|                                             | Love TV情歌精選2        | 富貴門     | 差一剎的地老天荒（主題曲）       |         |         |         |
| 張智霖                                      |                         | 天地男兒   | 怎會如此（插曲）                 |         |         |         |
|                                             |                         |            | 命運交響曲                       |         |         |         |
| 呂珊                                        |                         |            | 擁著你                           |         |         |         |
|                                             |                         |            | 盼望                             |         |         |         |
| 黎駿                                        | 駿新人                  |            | 害怕﹒逃避﹒以後                 |         |         |         |
| 陳蕊蕊                                      |                         |            | 戀愛觀光禮                       |         |         |         |
| 雷安娜、林利                                |                         |            | 忘記不忘記                       |         |         |         |
| 那英、孫楠                                  |                         | 少年包青天 | 只要有你（主題曲）               |         |         |         |
| 鍾鎮濤                                      | 濤出新天                |            | 日日是好日                       |         | 鍾鎮濤& |         |
| 鍾鎮濤                                      | 濤出新天                |            | 時代變了                         |         |         |         |

## 外部連結
- 寧靜的Facebook專頁
- 陳頌紅音樂作品 （页面存档备份，存于）
- 陳頌紅網誌 （页面存档备份，存于）